# REScoop.be
REScoop.be is de Belgische afdeling van de Europese koepelfederatie voor energiecoöperaties REScoop.eu. REScoop.be bestaat sedert 2010, maar omdat hernieuwbare energie meer en meer een gewestelijke bevoegdheid is, werd in 2014 een Vlaamse en een Waalse vleugel opgericht.
- REScoop Vlaanderen is sinds 19 januari 2015 geregistreerd.
- REScoop Wallonie staat sedert 5 mei 2014 geregistreerd, met zetel in Namen.[2] In februari 2019 omvatte de koepel 15 coöperaties waarvan er 13 effectief elektriciteit produceerden uit hernieuwbare bron. Bij de coöperaties waren meer dan 10.000 leden aangesloten.